# Neochaetospora quezelii
Neochaetospora quezelii är en svampart som först beskrevs av Faurel & Schotter, och fick sitt nu gällande namn av B. Sutton & Sankaran 1991. Neochaetospora quezelii ingår i släktet Neochaetospora, divisionen sporsäcksvampar och riket svampar.   Inga underarter finns listade i Catalogue of Life.